# Ansu Sesay
Ansu Martin Sesay (Greensboro, 29 luglio 1976) è un ex cestista statunitense che giocava come ala grande.
È alto 205 centimetri per 102 kg.

## Carriera
È cresciuto cestisticamente alla Willowridge High School di Houston, in Texas, con la cui squadra vinse il titolo di stato (37 vittorie e 1 sconfitta) con 11,6 punti, 11 rimbalzi e 3,2 stoppate, cifre che gli garantirono anche il titolo di MVP. Giocò poi all'Università del Mississippi.
Nel 1998 venne chiamato come prima scelta del secondo giro al Draft NBA dai Dallas Mavericks. Qui però non trovò spazio e andò così a giocare in leghe minori statunitensi. Tornò a militare in NBA per i Seattle SuperSonics, con i quali giocò 111 gare in 3 stagioni segnando 352 punti, avendo come media più alta i 6,4 punti a gara segnati nel 2002. Si trasferì poi ai Golden State Warriors dai quali venne tagliato a gennaio.
Nel gennaio 2005 iniziò così la sua carriera in Italia. Venne acquistato dalla Sedima Roseto, con la quale ebbe una media di 15,9 punti, 7,1 rimbalzi, 1,7 assist e 1,2 stoppate. Venne poi ceduto al Napoli (sponsorizzato Carpisa), con cui mantenne una media di 14,1 punti, con il 74% ai tiri liberi, il 57,4% da due e il 37,5% da tre. Nell'agosto del 2007 viene acquistato dall'Olimpia Milano. Nel 2008 è andato a giocare in Germania, nell'ALBA Berlino. Venne soprannominato Sommo dai tifosi napoletani.

## Palmarès

### Squadra
- Campione NBDL: 1

2002
- Coppa Italia: 1

Basket Napoli: 2006
- Coppa di Germania: 1

Alba Berlino: 2009
- Supercoppa tedesca: 1

Alba Berlino: 2008

### Individuale
- NBDL MVP (2002)
- All-NBDL First Team (2002)